# ابرسدورف اشتیریا
ابرسدورف اشتیریا (به آلمانی: Ebersdorf) یک منطقهٔ مسکونی در اتریش است که در هارتبرگ فورستنفلد واقع شده‌است. ابرسدورف اشتیریا ۱۷٫۱۹ کیلومتر مربع مساحت دارد ۳۱۵ متر بالاتر از سطح دریا واقع شده‌است.